# Fortim de Santo António na Ilha de Moçambique
O Fortim de Santo António da Ilha de Moçambique localiza-se a cerca de setecentos e cinquenta metros do extremo sul da ilha de Moçambique, na província de Nampula, em Moçambique.

## História
Uma inscrição epigráfica sobre o Portão de Armas assinala que foi construído em 1820, por João da Costa de Brito Sanches, que foi o seu primeiro governador, tendo servido de Capitania do Porto a partir dessa data.
No século XX, o fortim sofreu uma campanha de intervenção de restauro que desvirtuou o conjunto arquitectónico.
Faz parte do conjunto da Ilha de Moçambique, classificado como património Mundial pela UNESCO em 1991.

## Características
Erguido em um dos pontos mais elevados da ilha, apresenta planta quadrada, tendo sido artilhado, na face voltada para o canal de Moçambique com quatro peças, e na da contra-costa com três, não possuindo artilharia na face voltada para a praia.
Em seu interior existiam dependências para o Comandante e para uma reduzida guarnição, além de uma capela sob a invocação de Santo António. O abastecimento de água era feito através da captação das águas pluviais nos terraços, canalizadas para uma pequena cisterna em seu interior.

## Cronologia
- 1597 - construção do primitivo fortim
- 1689 - destruição da primitiva fortificação
- 1758-1763 - provável construção de novo fortim por determinação do Capitão-general Pedro Saldanha de Albuquerque
- 1820 - obras de transformação do fortim na sua forma actual[1]